# 연세대학교 박물관
연세대학교 박물관(延世大學校 博物館, Yonsei University Museum)은 1924년에 개관한 연세대학교의 대학박물관으로 신촌캠퍼스의 연세대학교 창립 백주년 기념관 내에 위치하고 있다.

## 개요
대한민국 대학박물관의 효시라는 점에서 역사적 의의를 가지며 대한민국의 전통 문화와 이에 연관된 여러 지역의 문화 자원까지도 개발·수집·연구하고 이를 보존 전시하여 교육과 연구에 활용하고 있다.
1988년에 연건평 3,000평, 지하 1층 지상 3층의 연세대학교 백주년 기념관의 준공으로 상설전시실과 특별기획전시실, 야외전시장을 갖춤으로서 대학박물관으로서는 처음으로 종합박물관의 기능을 갖추게 되었다. 박물관은 10개소의 전시실과 110여명을 수용할 수 있는 소강당 1개소가 있고 귀중품을 보관할 수 있는 수장고 4개소가 있다.
2016년 5월 13일 동문(정외 58) 김병철 (기업인) 우일기업 회장이 1803점을 기증한 것을 기념하여 기증유물특별전을 개최하였다. 특별히 기증된 유물들 가운데 577점을 중심으로 <김병철 동문 기증: 가야•신라 토기>(연세대학교, 2016)를 출판하였다.

## 주요 기증자들 사진

가야•신라 토기 기증자 김병철회장

## 관람 정보
- 관람 시간
  - 오전 9시 30분 ~ 오후 5시(입장은 4시 30분 종료)
  - 휴관: 일요일, 공휴일
- 관람료: 무료

## 같이 보기
- 연세대학교
- 제천 점말동굴 유적
- 김병철 (1938년)